# Styringomyia tenuispina
Styringomyia tenuispina är en tvåvingeart som beskrevs av Alexander 1971. Styringomyia tenuispina ingår i släktet Styringomyia och familjen småharkrankar.
Artens utbredningsområde är Thailand. Inga underarter finns listade i Catalogue of Life.